# 차하얼성

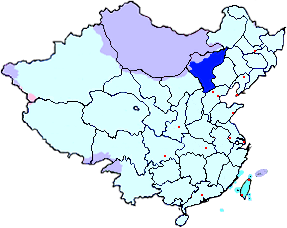
중화민국 시기 차하얼성의 위치

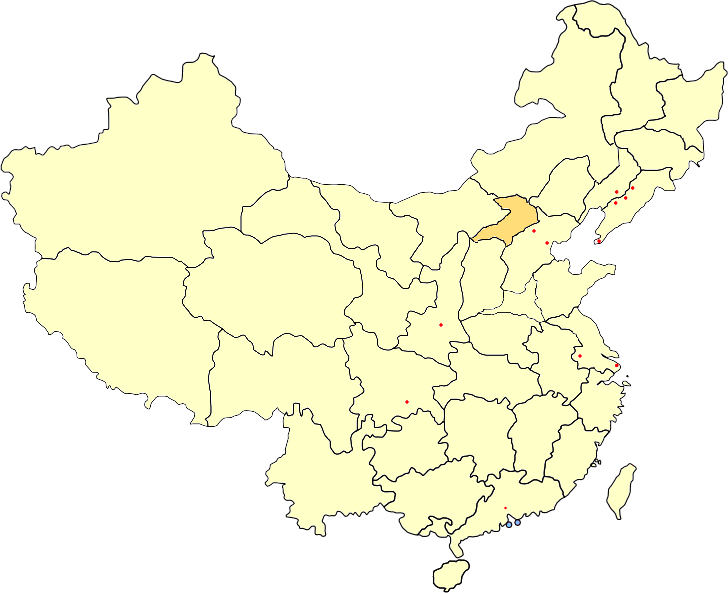
중화인민공화국 시기 차하얼성의 위치

차하얼성(한국어: 찰합이성, 중국어: 察哈爾省, 병음: Cháhāěr shěng, 약칭: 찰(察))은 중화인민공화국의 폐지된 행정 구역이다. 성 이름은 몽골족의 부족명 차하르에서 유래한다. 면적은 278,957km2이고 인구는 1947년 경에 215만 명이었다.
중화민국 건국 초에는 청대의 행정 기구가 답습되었지만 1913년에 성급 행정 구역인 차하얼 특별구(察哈爾特別區)가 설치되었다. 차하얼 도독공서는 장베이현에 놓여졌다. 1928년, 차하얼 특별구는 차하얼성으로 개편되었고 성도는 완취안현이 되었다. 1935년 말, 일본군이 성을 점령하면서 1937년부터 1945년까지는 일본의 세력하에 놓여져 몽강국의 판도에 포함되었다. 1945년, 일본 제국의 패전에 따라 중화민국에게 반환되었다. 1947년부터 지금의 장자커우시인 장위안시가 성도가 되었다. 1948년 12월 24일에 중국 인민해방군에 의해 점령되었다. 중화인민공화국 성립 후인 1952년에는 폐지되어 대부분 지역이 내몽골 자치구에 편입 되었으나, 일부 지역은 베이징과 허베이성에 편입되었다.
동쪽은 러허성 및 랴오베이성, 서쪽은 쑤이위안성 및 산시성, 남쪽은 허베이성, 북쪽은 몽골 지방과 접하고 있었다. 성내는 만리장성을 경계로 차난(察南)과 차베이(察北)로 나뉘어 있었다.

## 행정 구역

### 성직할지구
장위안시(張垣市), 완취안현(万全縣), 쉬안화현(宣化縣), 화이라이현(懷來縣), 화이안현(懷安縣), 장베이현(張北縣)

### 제1행정독찰구
구위안현(沽源縣), 둬룬현(多倫縣), 바오창현(宝昌县)

### 제2행정독찰구
상두현(商都縣), 캉바오현(康保縣), 신밍현(新明縣, 현재 상두현과 캉바오현 사이에 있음.), 샹이현(尙義縣)

### 제3행정독찰구
츠청현(赤城縣), 옌칭현(延慶縣), 충리현(崇礼縣), 룽관현(龍關縣, 현재 츠청현 용관진)

### 제4행정독찰구
양위안현(陽原縣), 위현(蔚縣), 줘루현(涿鹿县)

### 시린궈러 맹
우젬친좌익기(烏珠穆沁左翼旗), 우젬친우익기(烏珠穆沁右翼旗), 아브갈좌익기(阿巴嘎左翼旗), 아브갈우익기(阿巴嘎左翼旗), 세네딘좌익기(蘇尼特左翼旗), 세네딘우익기(蘇尼特右翼旗), 아바하나얼좌익기(阿巴哈那爾右翼旗), 아바하나얼우익기(阿巴哈那爾右翼旗), 하오치터우익기(浩齐特右翼旗), 하오치터좌익기(浩齐特左翼旗)